# Franz Schiessl von Perstorff
Franz svobodný pán Schiessl von Perstorff (19. března 1844 Vídeň – 10. března 1932 Vídeň) byl rakousko-uherský diplomat a dvořan. Od roku 1870 působil ve službách ministerstva zahraničí a v nižších funkcích pobýval v několika evropských zemích, nakonec byl rakousko-uherským vyslancem v Persii (1894–1895) a v Srbsku (1895–1899). Od roku 1899 zastával řadu let vlivnou funkci ředitele kabinetní kanceláře císaře Františka Josefa. V roce 1909 získal titul barona a při odchodu do penze v roce 1917 byl jmenován členem Panské sněmovny.

## Životopis

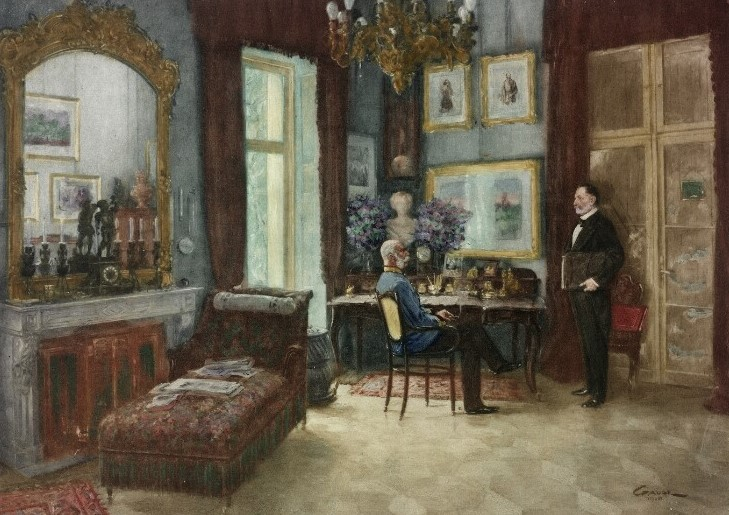
Franz Schiessl na audienci u císaře Františka Josefa

Pocházel z rodiny hostinského Franze Schiessla (†1845), po absolvování gymnázia vystudoval práva na univerzitě ve Vídni (1862–1866) a v roce 1869 nastoupil jako konceptní praktikant na ministerstvo zahraničí. Diplomatickou službu zahájil v roce 1870 jako neplacený attaché v Petrohradě, poté byl vyslaneckým sekretářem v Teheránu (1872), znovu v Petrohradu (1874) a v Athénách (1877). Od roku 1878 působil v Istanbulu, kde byl povýšen na vyslaneckého tajemníka. Ve stejné funkci poté působil v Bělehradě a pak se vrátil do Istanbulu, kde byl velvyslaneckým radou, respektive legačním radou I. kategorie (1887–1891). Tento post zastával pak v Berlíně (1891–1894), kde na podzim 1892 v době střídání velvyslanců Széchényiho a Szögyényho dočasně vedl diplomatické zastoupení. V letech 1894–1895 byl rakousko-uherským vyslancem v Teheránu a v letech 1895–1899 v Bělehradě. Zde svými schopnostmi zaujal císaře Františka Josefa a po ukončení diplomatické mise byl povolán do Vídně.
Po návratu ze Srbska byl koncem roku 1899 jmenován ředitelem kabinetní kanceláře (Kabinettskanzlei, respektive Kabinetts-Kanzlei Seiner kaiserliche und königliche Apostolischer Majestät) císaře Františka Josefa, zároveň byl od roku 1904 kancléřem Řádu zlatého rouna. Císařská kabinetní kancelář patřila ve státním aparátu monarchie k poměrně vlivným institucím, zprostředkovávala styk ministrů s panovníkem, vyřizovala jeho rozsáhlou osobní korespondenci a do její agendy spadaly také žádosti nejrůznějšího charakteru, mimo jiné o povýšení do šlechtického stavu. Jako ředitel kabinetní kanceláře se Schiessl dostal do několika sporů s následníkem trůnu Františkem Ferdinandem, ve funkci nicméně setrval až do nástupu Karla I. V roce 1917 byl penzionován a při té příležitosti byl jmenován doživotním členem rakouské Panské sněmovny. Po zániku monarchie žil zcela v soukromí. Zemřel ve Vídni a je pohřben na hřbitově ve vídeňské čtvrti Heiligenstadt.

## Tituly a ocenění
V roce 1876 byl povýšen do šlechtického stavu s titulem rytíř (v té době byl již nositelem Řádu železné koruny III. třídy a jeho stanovy umožňovaly požádat o povýšení do šlechtického stavu). O rok později obdržel predikát von Perstorff a v roce 1909 získal titul svobodného pána (povýšen byl v prosinci 1909, diplom byl vystaven až k datu 3. ledna 1910). Protože neměl potomstvo, vyžádal si povolení převést nároky na baronský titul pro své synovce Ferdinanda a Františka, kteří pak užívali jméno Schramm-Schiessl. V roce 1900 byl jmenován c. k. tajným radou s nárokem na oslovení Excelence. Vzhledem k diplomatické službě a pozdějšímu dlouholetému působení v bezprostřední blízkosti císaře obdržel řadu vyznamenání od zahraničních panovníků.

### Řády a vyznamenání
- velkokříž Leopoldova řádu (Rakousko-Uhersko)
- velkokříž Řádu Františka Josefa (Rakousko-Uhersko)
- Řád železné koruny I. třídy (Rakousko-Uhersko)
- Řád svaté Anny I. třídy (Rusko)
- velkokříž Viktoriina řádu (Spojené království)
- Řád červené orlice I. třídy (Prusko)
- Řád koruny I. třídy (Prusko)
- Královský hohenzollernský domácí řád (Prusko)
- Řád Medžidie I. třídy (Turecko)
- Řád Osmanie (Turecko)
- Řád lva a slunce I. třídy s brilianty (Persie)
- velkokříž Řádu Isabely Katolické (Španělsko)
- rytíř Řádu Karla III. (Španělsko)
- Řád polární hvězdy (Švédsko)
- Řád Leopolda (Belgie)
- Řád Takova (Srbsko)
- Řád bílého orla (Srbsko)
- Řád rumunské hvězdy (Rumunsko)
- Řád Albrechtův se zlatou hvězdou (Sasko)
- Vévodský sasko-ernestinský domácí řád (Sasko)